# Morske kače
Morske kače (znanstveno ime Hydrophiinae) so strupene kače iz družine strupenih gožev, ki so se prilagodile življenju v vodi.
Razvile so se iz kopenskih kač, vodi pa so se prilagodile tako močno, da se na kopnem zdaj ne morejo več premikati. Izjema je rod Laticauda, ki je zadržal nekaj latnosti kopenskih kač. Morske kače živijo v toplih obalnih morjih, prav vse pa imajo zadnji del trupa pokončno veslasto sploščen, kar jim omogoča lažje premikanje po vodi. Dihajo s pljuči, kar pomeni, da se morajo vsake toliko časa dvigniti na površino po zrak. Vse morske kače so strupene, napadalnost pa je odvisna od vrste.

## Vrste
| Rod              | Avtor taksona                          | Vrsta | Podvrsta* | Domače ime              | Poselitev |
| ---------------- | -------------------------------------- | ----- | --------- | ----------------------- | --- |
| Acalyptophis     | Boulenger, 1869                        | 1     | 0         |                         | Tajski zaliv, Južno kitajsko morje, Tajvanski preliv, obale Guangdonga, Indonezije, Filipinov, Nove Gvineje, Nove Kaledonije, Avstralije (Severnega Teritorija, Queenslanda, Zahodne Avstralije)                                                               |
| Aipysurus        | Lacépède, 1804                         | 7     | 1         |                         | Timorsko morje, Južno kitajsko morje, Tajski zaliv, obale Avstralije (Severni Teritorij, Queensland, Zahodna Avstralija), Nova Kaledonija, Otočje Loyalty, Južna Nova Gvineja, Indonezija, zahodna Malezija, Vietnam.                                          |
| Astrotia         | Fischer, 1855                          | 1     | 0         | Stokova morska kača     | Obalna področja zahodne Indije in Šri Lanke preko Tajskega zaliva do Kitajskega morja, zahodna Malezija, Indonezija do vzhodne Nove Gvineje, severne in vzhodne obale Avstralije, Filipini.                                                                    |
| Emydocephalus    | Krefft, 1869                           | 2     | 0         |                         | Obale Timorja (Indoneijsko morje), Nova Kaledonija, Avstralija (Severni Teritorij, Queensland, Zahodna Avstralija), jugovzhodna Azijska morja ob obalah Kitajske, Tajvana, Japonske in Otoka Ryukyu.                                                           |
| Enhydrina        | Gray, 1849                             | 2     | 0         | Kljunata morska kača    | Perzijski zaliv (Oman, Združeni Arabski Emirati, ...), na jugu do Sejšelov in Madagaskarja, Jugovzhodna azijska morja (Pakistan, Indija, Bangladeš, Myanmar, Tajska, Vietnam), Avstralija (Severni Teritorij, Queensland), Nova Gvineja in Papua Nova Gvineja. |
| Ephalophis       | M.A. Smith, 1931                       | 1     | 0         |                         | Severozahodna Avstralija |
| Hydrelaps        | Boulenger, 1896                        | 1     | 0         |                         | Severna Avstralija, južna Nova Gvineja |
| Hydrophis        | Latreille In Sonnini & Latreille, 1801 | 34    | 3         | Morske kače             | Indoavstralske in vode jugovzhodne Azije. |
| Kerilia          | Gray, 1849                             | 1     | 0         | Jerdonova morska kača   | Vode jugovzhodne Azije. |
| Kolpophis        | M.A. Smith, 1926                       | 1     | 0         |                         | Indijski ocean. |
| Lapemis          | Gray, 1835                             | 1     | 1         | Shawova morska kača     | Perzijski zaliv do Indijskega oceana, Južno kitajsko morje, Indo-Avstralski arhipelag ter zahodni Pacifik. |
| Laticauda        | Laurenti, 1768                         | 5     | 0         |                         | Jugovzhodna Azija ter vode Indoavstralije. |
| Parahydrophis    | Burger & Natsuno, 1974                 | 1     | 0         |                         | Severna Avstralija, južna Nova Gvineja |
| Parapistocalamus | Roux, 1934                             | 1     | 0         | Hedigerjeva morska kača | Bougainville, Salomonovo otočje |
| Pelamis          | Daudin, 1803                           | 1     | 0         |                         | Indijski in Tihi ocean |
| Praescutata      | Wall, 1921                             | 1     | 0         |                         | Od Perzijskega zaliva do Indijskega oceana, Južno kitajsko morje, na severu vse do obal Fujiana in Tajvanske ožine. |
| Thalassophis     | P. Schmidt, 1852                       | 1     | 0         |                         | Južno Kitajsko morje (Malezija, Tajski zaliv), Indijski ocean (Sumatra, Java, Borneo) |

*) brez vključene glavne podvrste.